# 20061 Bilitza
A 20061 Bilitza (ideiglenes jelöléssel (20061) 1993 QS1) a Naprendszer kisbolygóövében található aszteroida. Eric Walter Elst fedezte fel 1993. augusztus 16-án.